# Sulpicius Gallus (cráter)

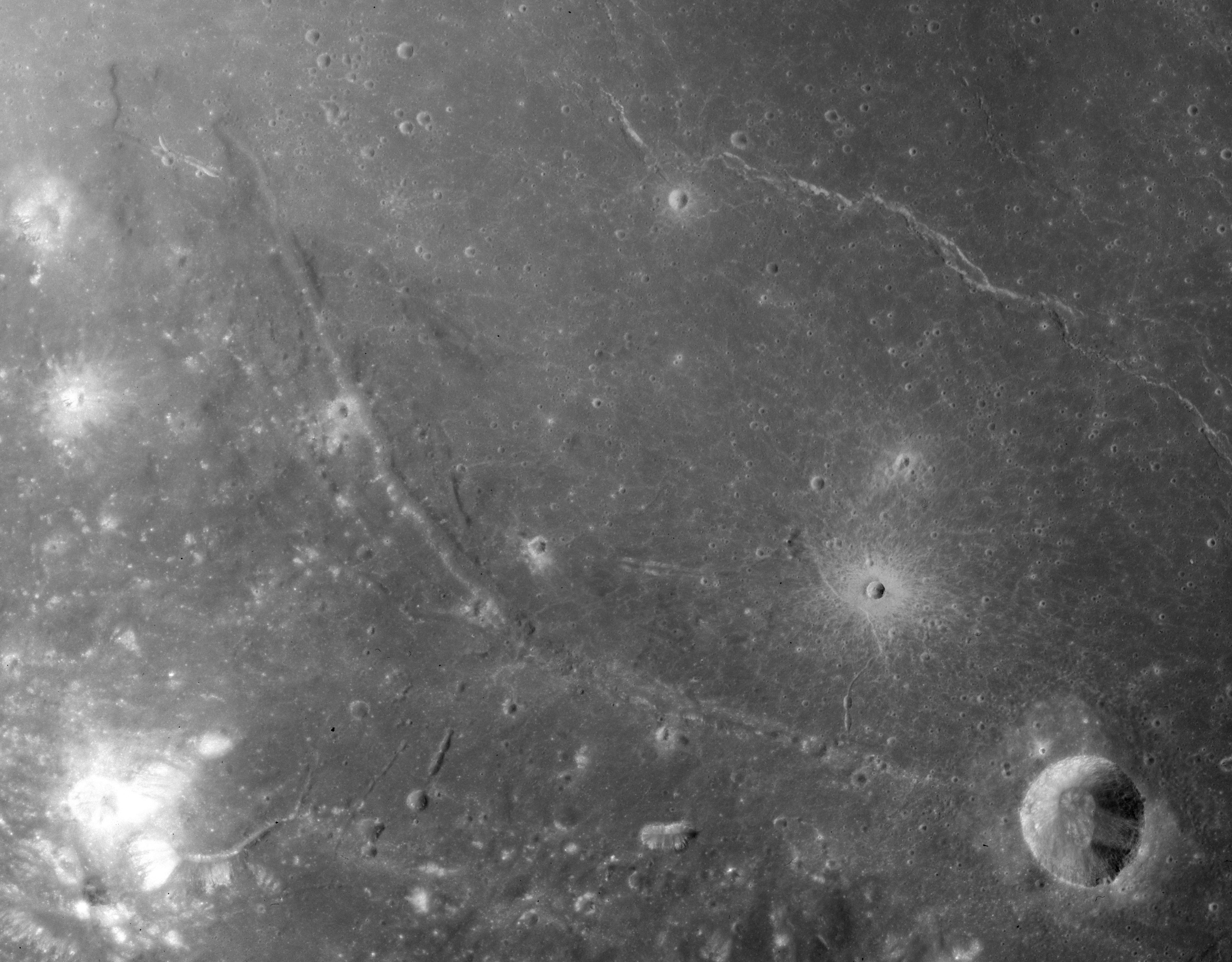
Rimae Sulpicius Gallus

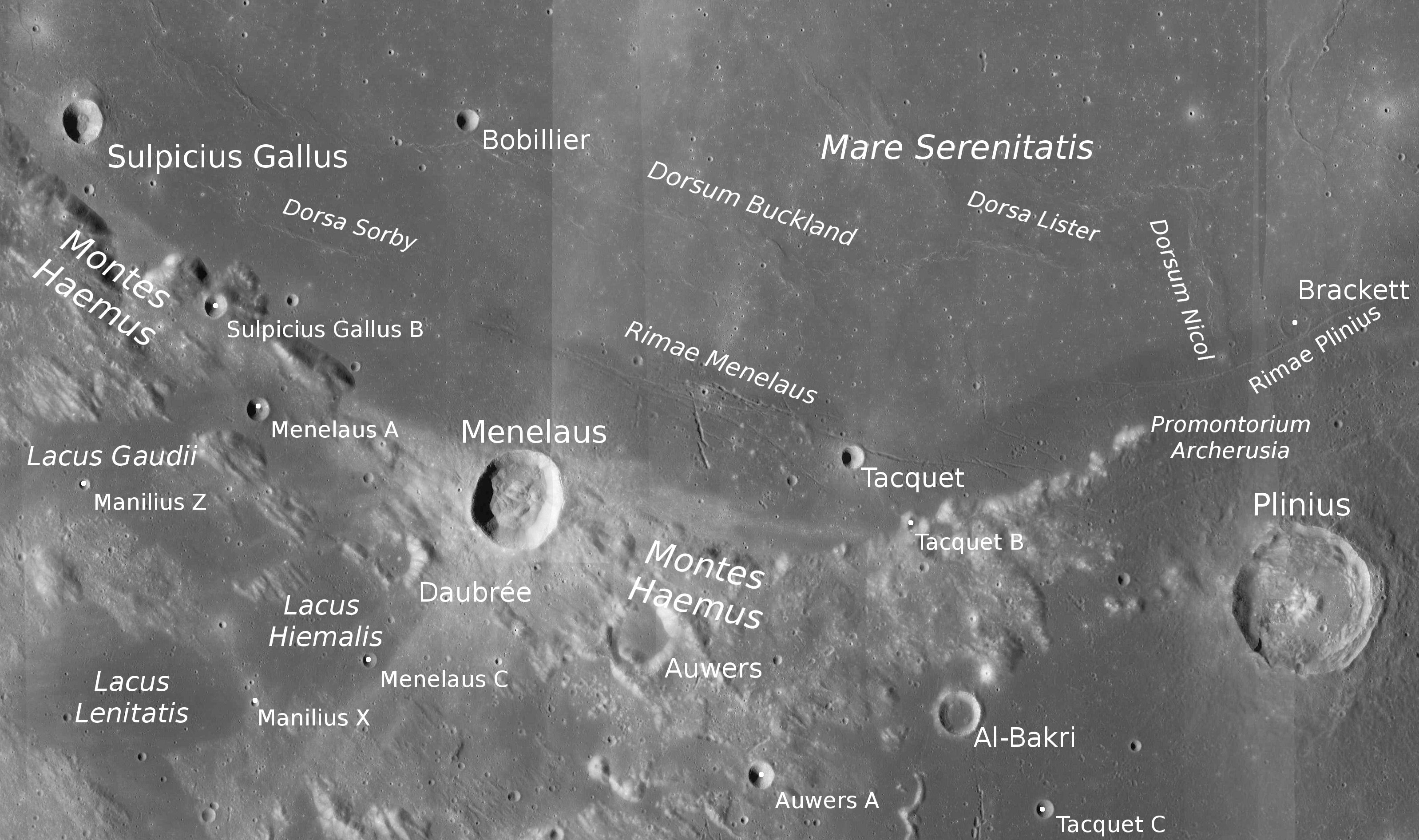
Entorno de Sulpicius Gallus (situado en la esquina superior izquierda de la imagen)

Sulpicius Gallus es un pequeño cráter de impacto lunar en forma de cuenco que se encuentra cerca del borde suroeste del Mare Serenitatis. Cráteres cercanos son Bobillier al noreste y Menelaus al sureste junto con Daubrée.

## Acerca del cráter
El cráter lleva el nombre de Cayo Sulpicio Galo, un general romano también conocido como astrónomo.
A unos 10 kilómetros al sur y al este se encuentra la cordillera Montes Haemus que forma el borde de la cuenca del Mare Serenitatis. Este cráter tiene un albedo relativamente alto, con un borde afilado que muestra poca apariencia de desgaste. Presenta una pequeña elevación en el punto medio. Se han observado depósitos recientes de material de las tierras altas dentro del interior del cráter. En el entorno aparece una cresta retorcida conocida como Dorsa Sorby.
|  |  |

Al noroeste se encuentra un sistema de grietas denominado Rimae Sulpicius Gallus, que se extiende al noroeste a lo largo de una distancia de cerca de 90 kilómetros, curvándose y ramificándose hacia fuera para seguir el borde del mar lunar.
Estando situado en el paralelo norte a 19°, la Tierra siempre aparece en el cielo lunar en torno a 71 grados hacia el sur y 10 grados hacia el oeste desde la parte superior.
Al oeste del cráter Shorty se localiza una depresión con forma arriñonada, en la que los astronautas del Apolo 17 observaron una zona de color anaranjado (compuesta por una capa de partículas esféricas de aproximadamente 0,2 mm de diámetro, formadas por material volcánico vítreo). Esta depresión es probablemente la fuente de las emisiones piroclásticas depositadas en la zona al noroeste del cráter. Además de esta depresión, el suelo de color naranja fue observado por los astronautas del Apolo 17 en numerosos cráteres recientes cercanos al cráter Sulpicius Gallus. Un suelo de color naranja de características similares fue descubierto por Harrison Schmitt y Eugene Cernan (Apolo 17) durante el alunizaje en el valle de Taurus-Littrow. Los depósitos piroclásticos en esta región contienen cantidades significativas de azufre, zinc y plomo. En las zonas de color más claro se detectó la presencia de ilmenita (mineral de hierro titanífero). Debido a esta diversidad geológica del área cercana al cráter, se le prestó considerable atención en el marco del programa del Orbitador de Reconocimiento Lunar, y fue declarada zona de interés para el programa espacial "Constelation" de los Estados Unidos.

## Cráteres satélite
Por convención estos elementos son identificados en los mapas lunares poniendo la letra en el lado del punto medio del cráter que está más cercano a Sulpicius Gallus. Sulpicius Gallus A se encuentra al noroeste, Sulpicius Gallus B se encuentra cerca al sur, Sulpicius Gallus G y H se encuentran más al oeste-noroeste y Sulpicius Gallus M se encuentra enmedio.
|                  | \| Sulpicius Gallus \| Coordenadas \| Diámetro \| \| ---------------- \| ---------------------------- \| -------- \| \| A \| 22°06′N 8°54′E / 22.1, 8.9 \| 4 km \| \| B \| 18°00′N 13°00′E / 18.0, 13.0 \| 7 km \| \| G \| 19°48′N 6°18′E / 19.8, 6.3 \| 6 km \| \| H \| 20°36′N 5°42′E / 20.6, 5.7 \| 5 km \| \| M \| 20°24′N 8°42′E / 20.4, 8.7 \| 5 km \| |          |
| Sulpicius Gallus | Coordenadas | Diámetro |
| A                | 22°06′N 8°54′E / 22.1, 8.9 | 4 km     |
| B                | 18°00′N 13°00′E / 18.0, 13.0 | 7 km     |
| G                | 19°48′N 6°18′E / 19.8, 6.3 | 6 km     |
| H                | 20°36′N 5°42′E / 20.6, 5.7 | 5 km     |
| M                | 20°24′N 8°42′E / 20.4, 8.7 | 5 km     |

## Presencia en videojuegos
El 8 de diciembre de 2021 se publicó en Steam el videojuego "Mr.Addon in Sulpicius Gallus M".

## Referencias

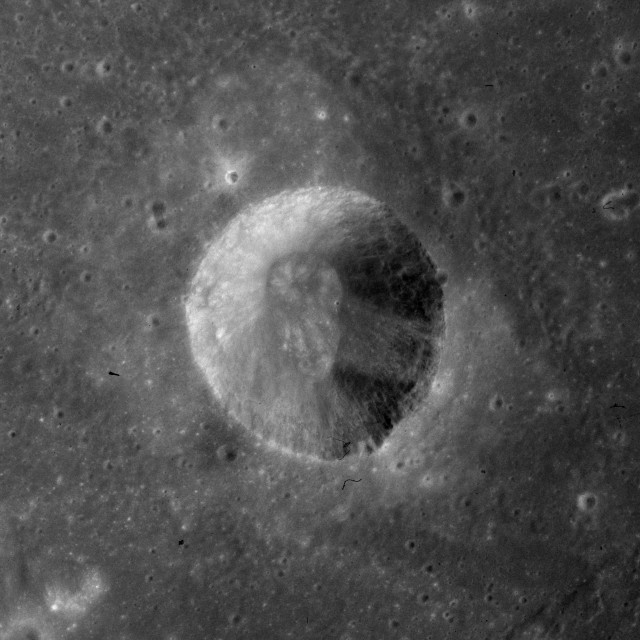
Imagen tomada desde el Apolo 15